# ابوالفضل نظم‌پرور
ابوالفضل نظم‌پرور قلم‌تراش و چاقوساز اهل ایران بود که شهرت او به‌دلیل ساخت قلم‌تراش خوشنویسی است.

## زندگی و فعالیت حرفه‌ای
نظم‌پرور در سال ۱۳۰۵ در شهر زنجان به دنیا آمد. او ابتدا در شهر زنجان حرفهٔ چلنگری را آموخت و به کار تعمیر اسلحه (تفنگ شکاری و اسلحهٔ کمری) پرداخت. از بیست سالگی چاقوسازی را نزد فتحعلی زنجانی آموخت و در مدت دو سال این حرفه را فراگرفت و به ساخت انواع چاقوهای شکاری و جیبی مشغول شد. در بیست‌وپنج سالگی به تهران آمد و اولین قلم‌تراش را به سفارش خوشنویس زنجانی محمدولی کیمیاقلم ساخت که به جهت کیفیتِ مرغوب آن اسباب شهرت او را فراهم آورد. پس از آن هنرمندان خوشنویس از سراسر ایران برای سفارش قلم‌تراش به او مراجعه می‌کردند.
وی برخلاف دیگر قلم‌تراش‌سازان که برای ساختن تیغه از شاه‌فنر خودرو و یا فولادهای مشابه استفاده می‌کردند، از سوهان‌های نیکلسون و ماه‌نشان ساخت سوئد استفاده می‌کرد. طراحی نقوش ابداعی در باربند قلم‌تراش‌ها مانند سرطوطی، ماهی، عقاب و کبوتر نیز زینتِ پشتِ تیغه‌های قلم‌تراش‌های ساختِ اوست.
قلم‌تراش‌های نظم‌پرور از حیث نفاست بیشتر مورد توجه مجموعه‌داران واقع شد و کاربرد آن در درجهٔ دوم قرار گرفت. بسیاری از خوشنویسان از جمله عبدالله فرادی صدها قلم‌تراش از او را در مجموعهٔ خود گردآوردند.
در نخستین همایش گنجینه‌های از یاد رفتهٔ هنر ایران فرهنگستان هنر در سال ۱۳۸۶، از ابوالفضل نظم‌پرور در کنار ۱۳ هنرمند پیشکسوت دیگر تجلیل شد.
نظم‌پرور در ۱۱ دی ۱۳۹۰ در سن هشتاد و پنج سالگی از دنیا رفت و در قطعهٔ هنرمندان بهشت زهرا تهران به خاک سپرده شد.